# Nicolaas De Lange
Nicolaas Johannes Steyn De Lange (ur. 23 sierpnia 2001) – południowoafrykański zapaśnik walczący w stylu wolnym. Olimpijczyk z Paryża 2024, gdzie zajął dziesiąte miejsce w kategorii do 97 kg. Zajął 29. miejsce na mistrzostwach świata w 2023 roku.
Srebrny medalista mistrzostw Afryki w 2022 i brązowy w 2023; piąty w 2019. Wicemistrz igrzysk wspólnoty narodów w 2022. Trzeci na MŚ juniorów w 2021. Mistrz Afryki juniorów w 2019 i 2020 roku.